# Valerie Curtin
Valerie Curtin (* 31. März 1945 in New York City) ist eine US-amerikanische Schauspielerin und Drehbuchautorin.

## Leben und Leistungen
Curtin startete ihre Karriere als Darstellerin und als Drehbuchautorin zur ungefähr gleichen Zeit. Als Schauspielerin debütierte sie in einer Folge der Fernsehserie Happy Days aus dem Jahr 1974. Im Filmdrama Alice lebt hier nicht mehr von Martin Scorsese aus dem Jahr 1974 trat sie an der Seite von Ellen Burstyn, Kris Kristofferson, Harvey Keitel und Jodie Foster auf. In der Komödie Sterben… und leben lassen (1986) spielte sie – an der Seite von Peter Falk, Alan Arkin und Beverly D’Angelo – ihre bislang letzte Rolle in einem Kinofilm. Danach war sie in einigen Fernsehserien zu sehen, darunter in drei Folgen der Fernsehserie The District – Einsatz in Washington aus dem Jahr 2000.
Curtin schrieb in den 1970er Jahren die Drehbücher einiger der Folgen der Fernsehserie Oh Mary. Gemeinsam mit ihrem damaligen Ehemann Barry Levinson schrieb sie das Drehbuch des Filmdramas … und Gerechtigkeit für alle aus dem Jahr 1979, für das sie für den Oscar nominiert wurde. Gemeinsam mit Barry Levinson schrieb sie ebenfalls das Drehbuch der Komödie Tödliches Spielzeug (1992), die Levinson mit Robin Williams und Joan Cusack drehte.
Curtin war in den Jahren 1975 bis 1982 mit Barry Levinson verheiratet.

## Filmografie (Auswahl)

### Als Schauspielerin
- 1974: Alice lebt hier nicht mehr (Alice Doesn't Live Here Anymore)
- 1976: C.R.A.S.H. (Mother, Jugs & Speed)
- 1976: Mel Brooks’ letzte Verrücktheit: Silent Movie (Silent Movie)
- 1976: Trans-Amerika-Express (Silver Streak)
- 1977: Detektiv Rockford – Anruf genügt (The Rockford Files, S4E7: Rockford und der Guru)
- 1978: Ja, lüg' ich denn? (Rabbit Test)
- 1978: Beziehungsweise andersrum (A Different Story)
- 1980: Warum sollte ich lügen? (Why Would I Lie?)
- 1980: Wunder in San Francisco (A Christmas Without Snow)
- 1985: Maxie
- 1986: Zoff in Beverly Hills (Down and Out in Beverly Hills)
- 1986: Sterben… und leben lassen (Big Trouble)

### Als Drehbuchautorin
- 1979: … und Gerechtigkeit für alle (…And Justice for All)
- 1980: Max’s Bar (Inside Moves)
- 1982: Zwei dicke Freunde (Best Friends)
- 1984: Bitte nicht heut' nacht (Unfaithfully Yours)
- 1990: Verführerische Geschichten (Women and Men: Stories of Seduction)
- 1992: Tödliches Spielzeug (Toys)